# Weipertshausen

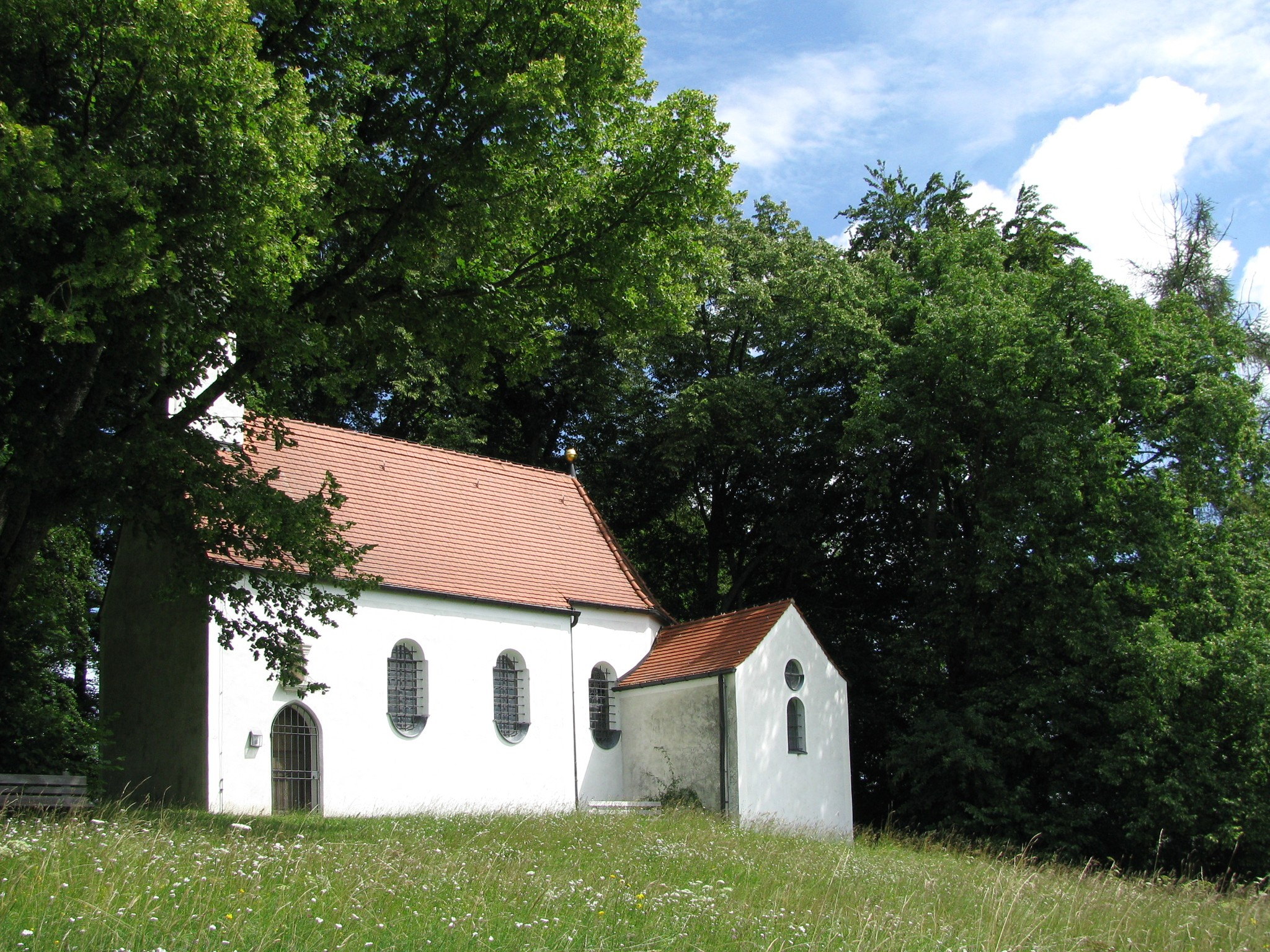
Kapelle St. Koloman

Weipertshausen ist ein Gemeindeteil von Münsing im oberbayerischen Landkreis Bad Tölz-Wolfratshausen. Das Dorf liegt circa einen Kilometer vom Starnberger See entfernt an der Staatsstraße 2065.

## Baudenkmäler
- Kapelle St. Koloman